# 가노 마사히로
가노 마사히로(일본어: 加納 昌弘, 1977년 4월 4일 ~ )는 일본의 전 축구 선수이다.

## 구단 경력
과거 방포레 고후에서 활동하였다.